# سقندس
سقندس أو السكانديقس أو إسكندكس أو المشيطة أو مشط الغول أو مشط الراعي أو الطرف (الاسم العلمي: Scandix) هو جنس من النباتات يتبع الفصيلة الخيمية من رتبة الخيميات.

## أجناس قريبة
- قائمة أنواع السقندس
- السرفيل (الاسم العلمي:سرفيل)
- الكراسنوفية (الاسم العلمي:كراسنوفية)
- المرّس (الاسم العلمي:مرس)
- السرفيل المروح (الاسم العلمي:سرفيل مروح)
- السرفيل المنفوخ (الاسم العلمي:سرفيل منفوخ )
- السرفيل المفرح (الاسم العلمي:سرفل)
- السرفيل المخطط (الاسم العلمي:سرفيل مخطط )